# Wapniarka (stacja kolejowa)
Wapniarka (ukr. Вапнярка) – stacja kolejowa w miejscowości Wapniarka, w rejonie tulczyńskim, w obwodzie winnickim, na Ukrainie. Jest częścią Kolei Odeskiej. Węzeł linii Żmerynka – Odessa z linią do Chrystyniwki.

## Historia
Stacja powstała w XIX w. na kolei odesko-kijowskiej, pomiędzy stacjami Krzyżopol i Żurawlówka.